# Isoetes × altonharvillii
Isoetes × altonharvillii là một loài dương xỉ trong họ Isoetaceae. Loài này được Musselman & R.D. Bray mô tả khoa học đầu tiên năm 1995.
Danh pháp khoa học của loài này chưa được làm sáng tỏ. 